# Église de la Vierge de La Neuville-Bosmont
L'église de la Vierge de La Neuville-Bosmont est une église située à La Neuville-Bosmont, en France.

## Localisation
L'église est située sur la commune de La Neuville-Bosmont, dans le département de l'Aisne.

## Historique
En 1732, avec la permission de l'abbé des Fages, abbé de l'abbaye de Thenailles, et celle du chapitre de Saint-Laurent de Rozoy-sur-Serre, gros décimateurs de la paroisse de La Neuville-Bosmont, André II de Fay-d'Athies, comte de Cilly, fait construire, vis-à-vis de la sacristie de l'église de la Neuville, une chapelle « pour son usage » et celui de son épouse Claude de Boham. 
Le chœur de l'église de la Neuville-Bosmont fut reconstruit en 1782. Le chapitre de Saint-Laurent de Rozoy-sur-Serre et l'abbaye de Thenailles, gros décimateurs, contribuèrent pour chacun 450 livres dans la dépense. Le reste fut payé par maître Nicolas Chemin, curé du lieu, de ses propres deniers, comme il avait déjà fait pour la décoration de l'église et la reconstruction des murs du cimetière.

## Galerie

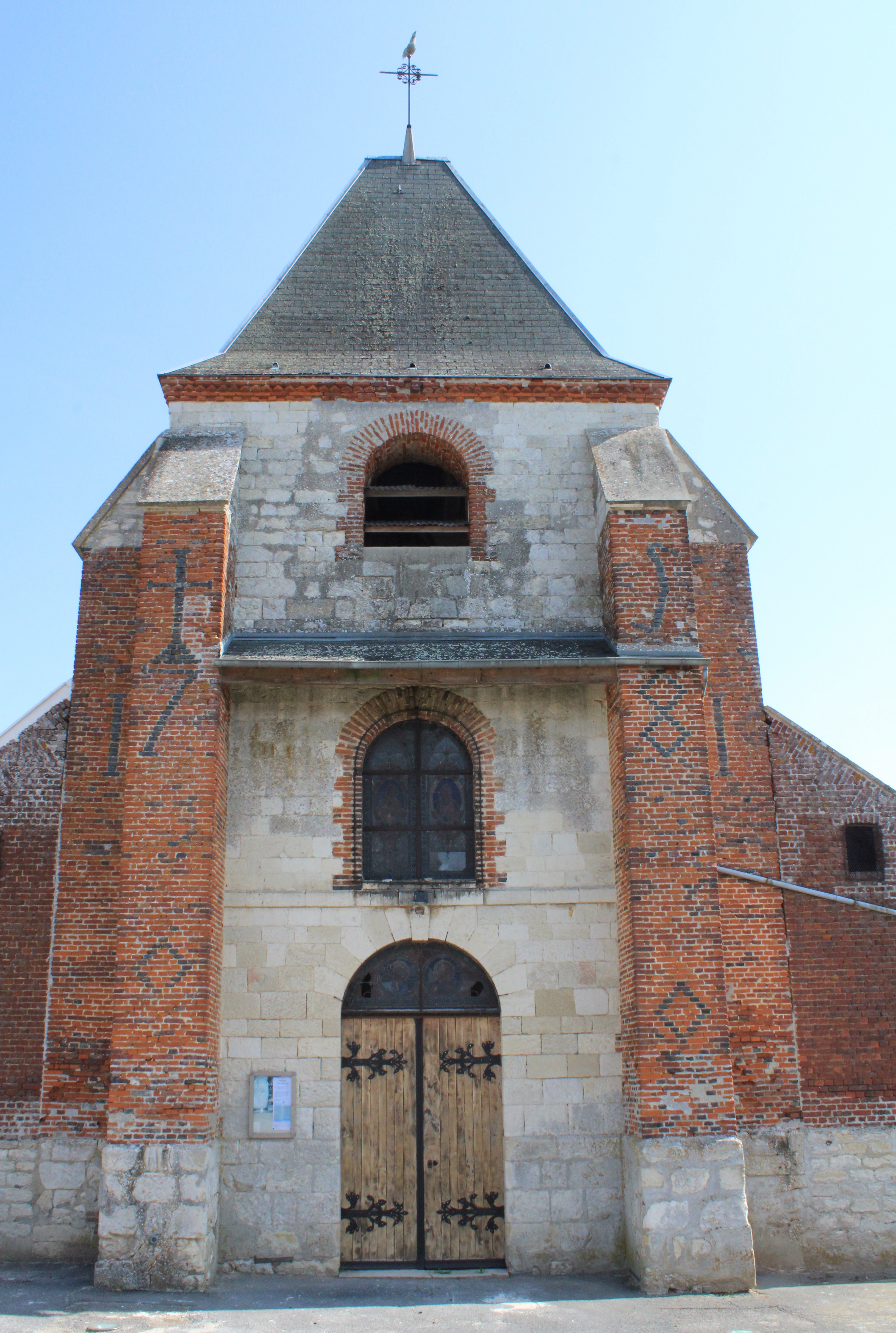
La façade en pierre calcaire soutenue par des contreforts en brique sur lesquels est écrite, en briques vernissées, la date de reconstruction : 1-7-8-1.
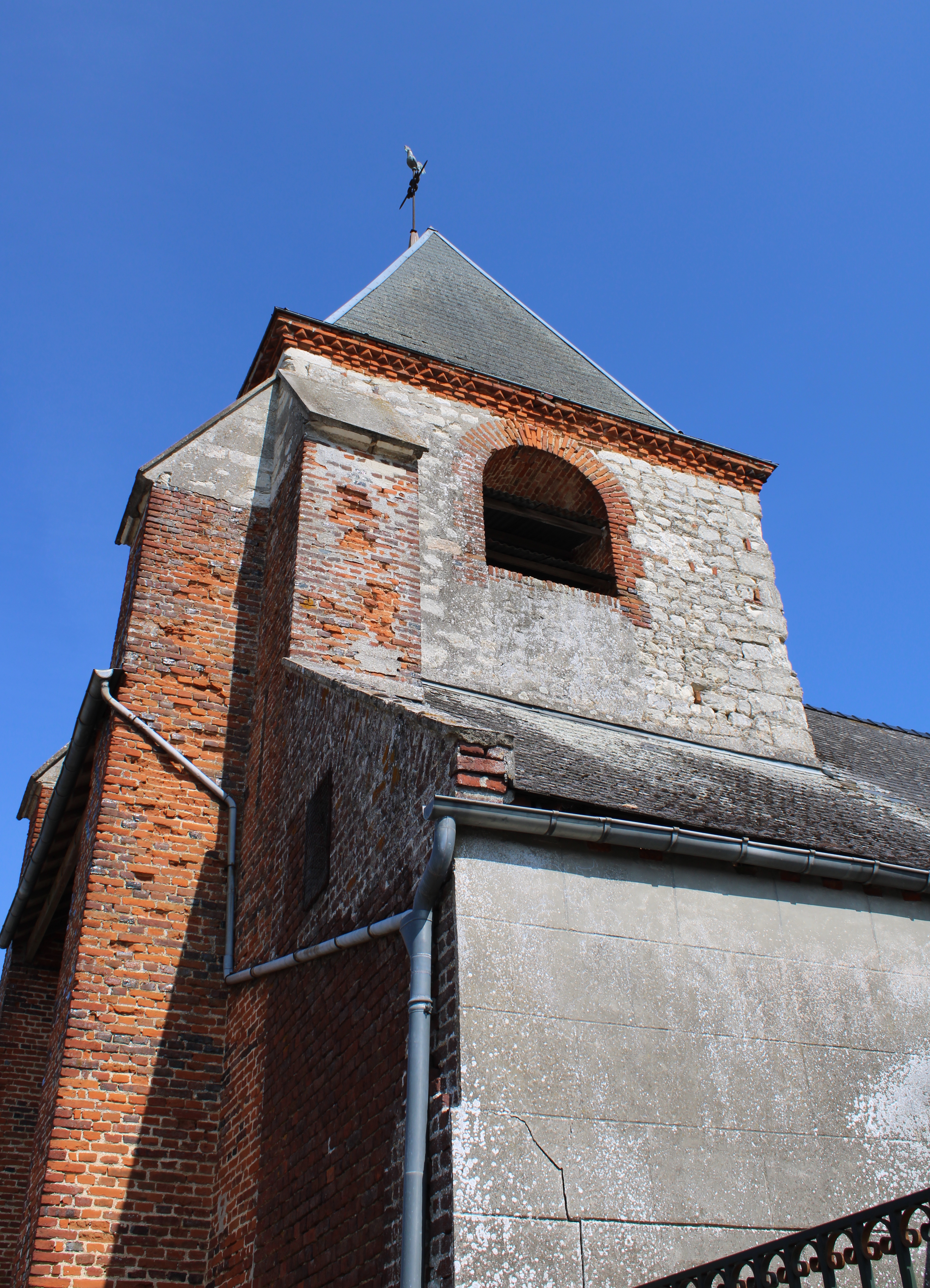
Le clocher.
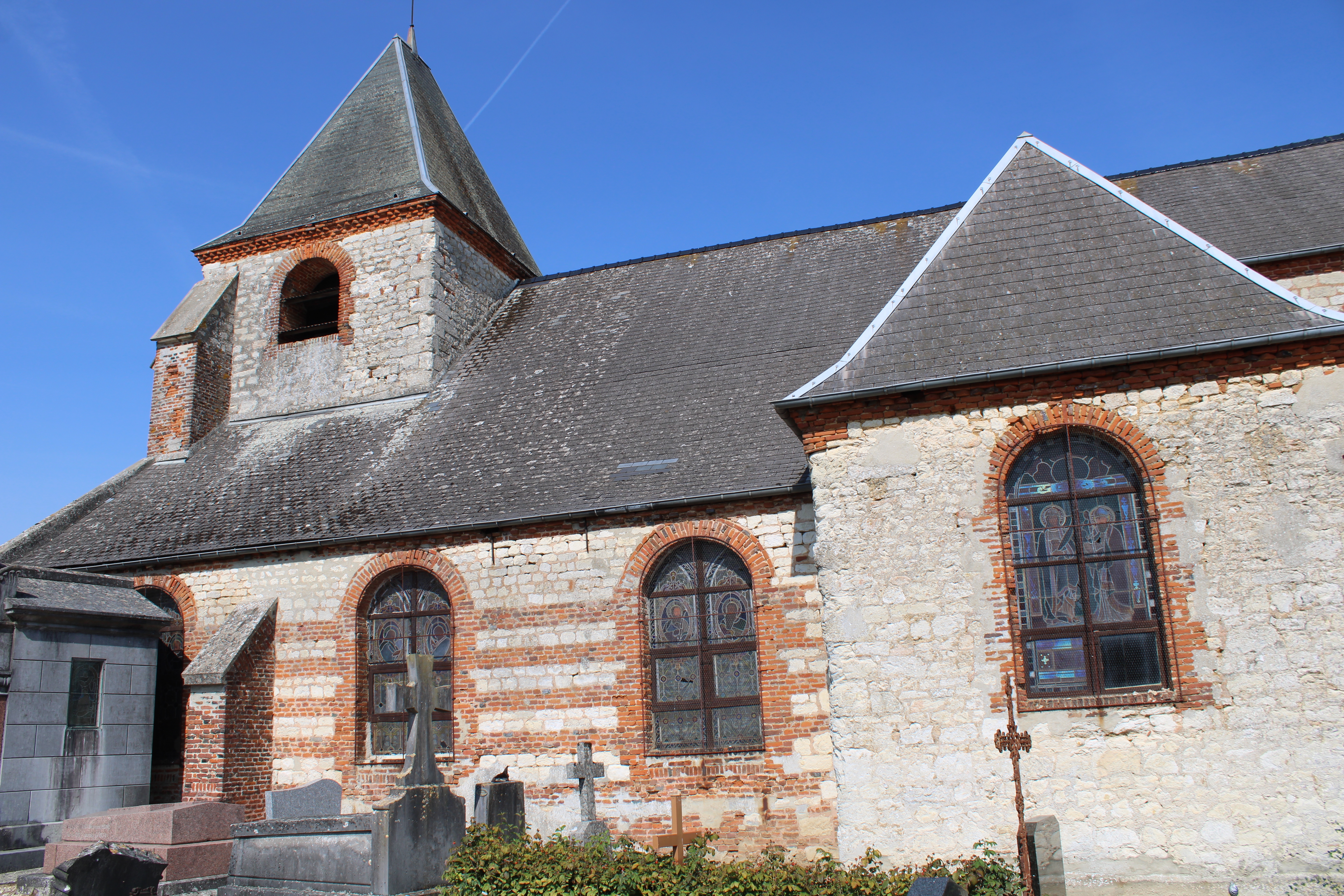
Mur extérieur de la nef en couches alternées de pierre et de brique.
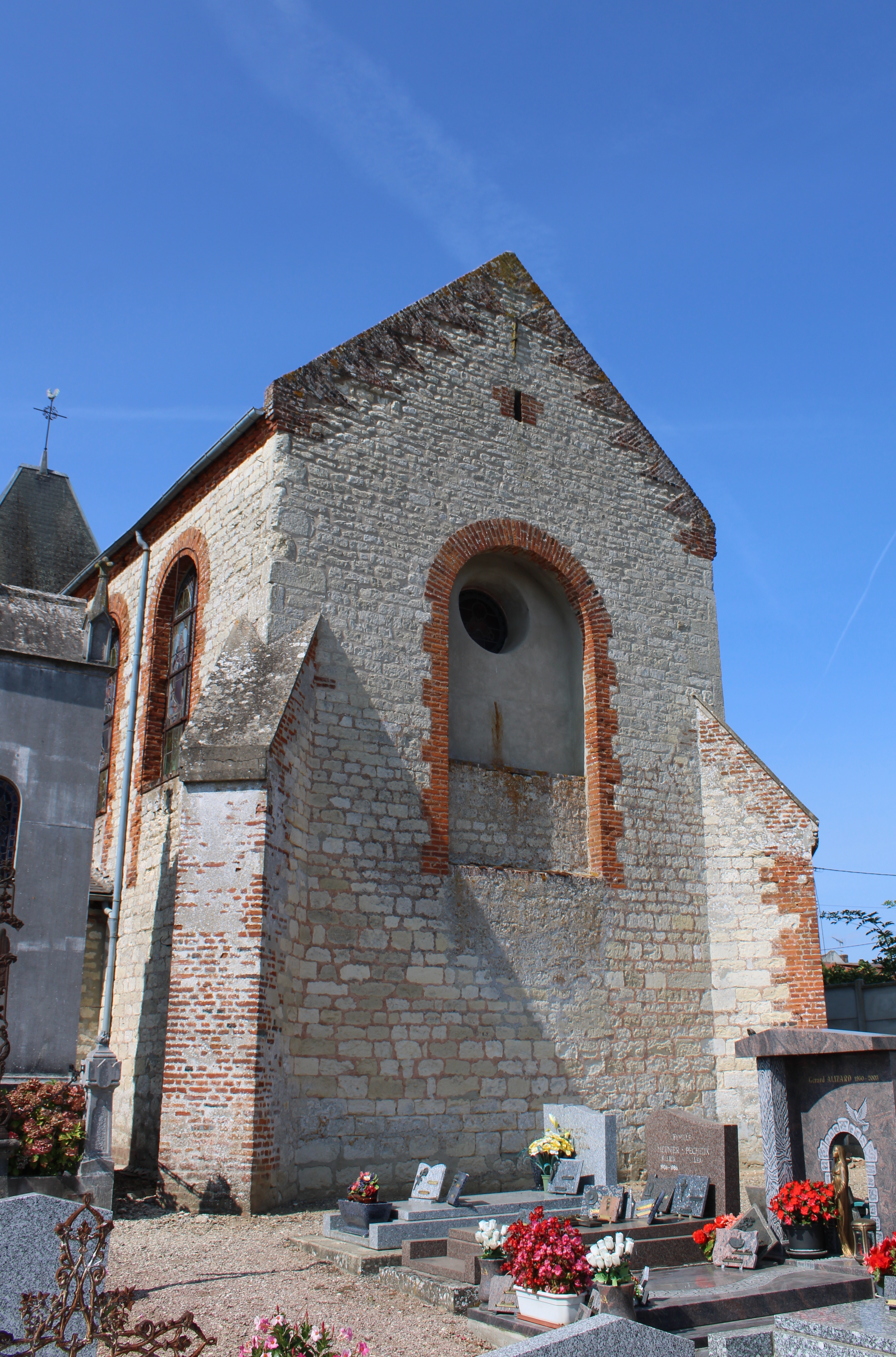
Le haut mur du chevet en pierre calcaire soutenu par deux contreforts d'angle. La vaste baie de style roman a été récemment murée. La nef est surmontée d'une salle percée d'une meurtrière.